# Griffon (comics)
Pour les articles homonymes, voir Griffon.
Le Griffon est un super-vilain créé par Marvel Comics, apparu pour la première fois dans Amazing Adventures vol.1 #15 en 1972.

## Origine
Johnny Horton était un jeune voyou travaillant pour la pègre locale de Chicago. Il fut choisi par l'Empire Secret pour devenir un super-vilain. Soumis à un traitement chirurgical et mutagène, il découvrit à son réveil qu'il avait été transformé en un humanoïde ailé et griffu. Il devint ainsi le Griffon.
Sa première mission fut de tuer le Fauve, qui l'affronta avec Angel. Il échoua face au duo. On le renvoya une deuxième fois attaquer les mutants mais il fut capturé et remis aux agents de la Brand Corporation.
En prison, il commença à muter de manière imprévisible, devenant de plus en plus animal. Toujours intelligent, il fit semblant d'être malade et s'échappa. Il retrouva l'un des scientifiques qui l'avait transformé et voulut lui faire avouer où se trouvait la base de l'Empire, mais il fut stoppé par Spider-Man. Ayant tué le chercheur, il affronta le Tisseur et le Fauve, pour se faire finalement vaincre sur le Pont de Brooklyn.
Allié à la Dynamo Pourpre, Darkstar et l'Homme de Titanium, il combattit plus tard Ghost Rider et les Champions de Los Angeles mais les super-vilains furent arrêtés.
Dans un combat suivant contre Wonder Man, il subit une seconde mutation, le rendant encore plus fort mais lui faisant perdre la parole. On le pensa alors mort dans un incendie.
En fait, il survécut et partit se réfugier dans les montagnes Adirondack où il tomba sous la coupe de Headlok qui se servit de lui pour attaquer les Vengeurs de la Côte Ouest. Il fut vaincu et envoyé à la Voûte.
Durant les Guerres des Armures, il s'échappa avec Vibro mais fut de nouveau capturé par le Faucon. Il passa les Actes de Vengeance à la Voûte. Il s'échappa cette fois-ci avec Orka et Bullet. Il affronta par la suite Captain America et Namor qui captura la créature et l'envoya sur la Terre Sauvage. Durant cette période, le Griffon n'avait plus de personnalité, ni de souvenirs de sa condition humaine, et n'était plus qu'un animal.
On apprit qu'il a une fille, prénommée Yoyo (Slingshot, recrutée par Nick Fury).
On le revit par la suite, ayant retrouvé une forme humanoïde, prisonnier au Raft, figurant parmi les fuyards libérés par Electro. Il suivit The Hood et rejoignit son Syndicat. Il fut vite arrêté et retourna au Raft.

### Fear Itself
Lors de ce crossover, le Raft fut détruit par le Fléau transformé en monstre par un artefact Asgardien. L'Homme-taureau, le Basilic et le Griffon s'échappèrent et attaquèrent une banque. Ils furent arrêtés par Hercule, puis durent s'allier avec le héros. pour empêcher Kyknos de ramener à la vie Arès. Le Griffon, irradié par la magie d'Hécate, retrouva une forme monstrueuse, muette et très peu intelligente. Hercule l'utilisa comme monture volante.

## Pouvoirs
- Le Griffon est un homme qui a muté en une créature ailée possédant une force et une endurance surhumaines. Il peut voler à plus de 200km/h. Sa vitesse réduit quand il porte un objet ou une personne.
- Ses griffes rétractiles lui permettent de déchirer le bois et même certains métaux peu solides, et sa queue épineuse est préhensile, même s'il préfère l'utiliser pour fouetter ses adversaires.
- Il peut contrôler télépathiquement les oiseaux à proximité.